# Challenger Tractor
El Challenger Tractor fue el primer tractor agrícola con orugas de caucho del mundo, creado por Caterpillar Inc. en 1986. El modelo original era un Challenger 65 con el sistema Mobile-Trac (MTS) que consistía en orugas de goma y un sistema de suspensión. El MTS combinaba la flotación y la tracción de las cadenas de acero con la versatilidad de los neumáticos de caucho. El uso de pistas dio a las máquinas un mayor rendimiento de tracción en comparación con los tradicionales tractores de cuatro ruedas equipados con neumáticos. El Challenger 65 comenzó como una máquina de 270 HP bruta utilizada principalmente para la labranza pesada.
En 1995, Caterpillar introdujo las primeras máquinas de seguimiento de "cultivos en hileras" con los Challenger 35, 45 y 55. Estas máquinas tenían una potencia de 130 kW PTO a 168 kW y fueron diseñadas para una variedad de tareas que las máquinas más grandes no podían realizar. El tractor con orugas Challenger fue producido por Caterpillar en su ubicación en Dekalb, Illinois, hasta que el nombre de Challenger y todos sus activos agrícolas asociados se vendieron a AGCO.

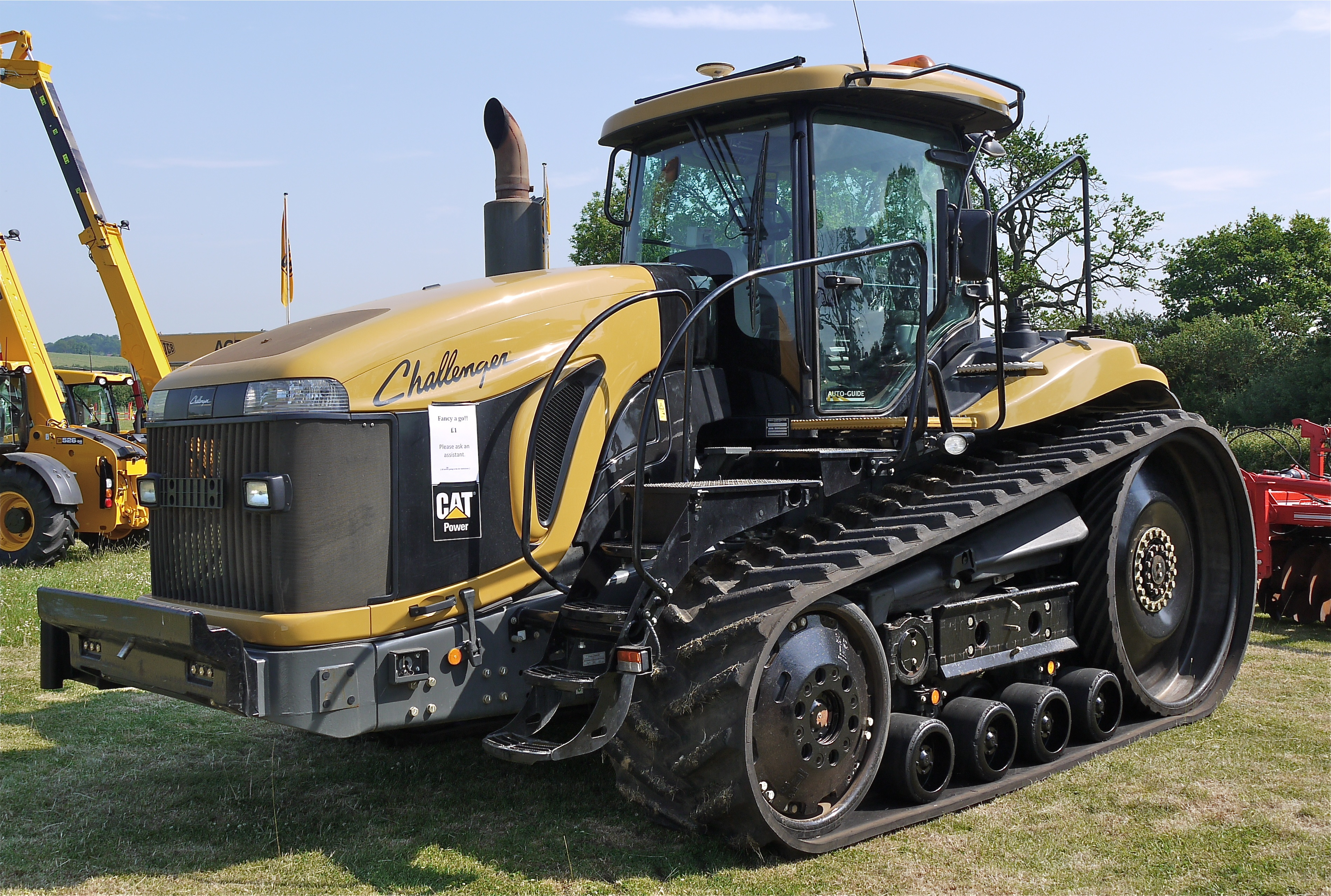

Desde 2002, cuando la marca fue adquirida por AGCO, los tractores Challenger se fabricaron en las instalaciones de la empresa en Jackson, Minnesota. En el momento en que AGCO compró la marca Challenger, la mayoría de los concesionarios Challenger también eran distribuidores de equipos de construcción de Caterpillar. Aunque AGCO ha cambiado el enfoque del tractor Challenger al mercado agrícola, el mercado de la construcción sigue siendo un sector importante para los tractores, ya que AGCO todavía fábrica máquinas configuradas especialmente para su uso con equipos de movimiento de tierra de tipo tirar.
El Caterpillar Challenger MT875B fue el tractor de producción más potente disponible durante su envergadura con una potencia bruta de motor de 430 kW. En 2007, el MT875B batió el récord mundial de la mayoría de las labradas en 24 horas con una rastra de discos de 14 m fabricada por Grégoire Besson. Cultivó 644 ha. El tractor consumió 4.42 litros / ha de combustible diésel.
La producción actual de tractores Challenger se ha expandido para incluir tanto tractores de orugas como de cadenas. Ambos tipos están disponibles en configuraciones de tipo hilera o tipo flotación dependiendo de la preferencia del cliente. Desde su compra en 2002, la marca Challenger ha utilizado un motor diésel Caterpillar en la mayoría de sus modelos. Sin embargo, con la introducción de la serie D de cada modelo de tractor, AGCO comenzó a implementar el uso de motores de marca AGCO POWER que cumplen con Tier 4i / Stage 3B mediante el uso de e3, un sistema de reducción catalítica selectiva que inyecta urea en la corriente de gases de escape del motor. para reducir los óxidos de nitrógeno y las partículas emitidas a la atmósfera.